# 덩잉차오

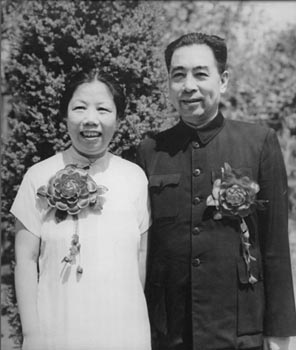
1954년 시절 덩잉차오(왼쪽)와 그녀의 부군 저우언라이(오른쪽)

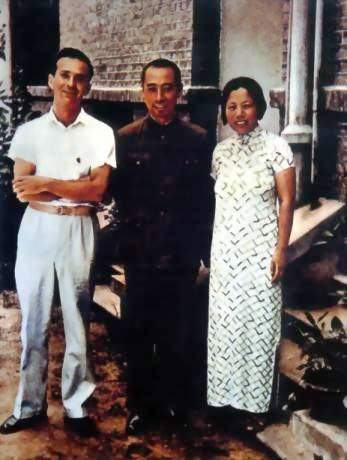
저우-덩 부부와 에드거 스노우. 1938년경

덩잉차오(鄧穎超, 1904년 2월 4일 ~ 1992년 7월 11일)는 중국 공산당의 지도자로 1983년부터 1988년까지 중국공산당 전국인민정치협상회의 의장이었다.

## 생애
광시성 난닝에서 출생하였다. 가난한 집안 형편으로 그녀의 아버지는 덩팅충(鄧庭忠)은 그녀가 어렸을 때 죽었고 홀어머니 밑에서 한약을 제조하는 일을 배웠다. 그 후 베이징 사범학교와 톈진 여자사범대학교 교육학과를 나온 후 잠시 초등학교 교사를 지냈다. 1919년 5.4운동이 일어나자 그녀는 톈진에서 학생애국운동의 지도자로 일했고 저우언라이를 만났다. 1920년 저우와 함께 '각오사'(覺悟社)를 조직하고 중국 공산당에 가입했다. 1925년 8월 8일 광저우에서 저우언라이와 결혼하였다.
당시 공산당은 국민당과 협력관계에 있었기에 그녀는 1926년 국민당의 중앙위원회에 참가하였으나 1927년 국공합작이 결렬되자 상하이에서 지하공산당 활동을 하였다. 1932년 중화소비에트공화국으로 들어갔고 1934년부터 공산군의 역사적인 장정의 길에 올랐다.
저우와 덩 부부는 슬하에 자식이 없었기 때문에 많은 혁명열사의 고아들을 자식삼아 키웠다. 그중에는 나중에 국무원 총리가 되는 리펑도 있다.
1937년 제2차 국공합작이 결성되자 국민당 지역이던 우한과 충칭에서 여성단체를 조직하고 전쟁고아를 돌보는 일을 하였고 여성운동을 지도하였다. 1938년에는 국민참정회에도 참여하였으나, 1941년 장제스(蔣介石)가 점차 공산당을 압박하고 사실상 국공합작이 결렬될 위기에 처하자 둥비우 등과 함께 국민참정회에 불참했다.
중일 전쟁 기간의 대부분을 충칭에서 머물러 있었고 1945년 중국공산당의 제7차 전국대표대회에서 중앙후보위원으로 선출되었고 중앙부녀위원회 부서기를 맡았다. 1949년 이후 전국인민대표대회의 상무위원회 위원을 지냈고 계속 중국 공산당의 요직에 머물러있었으며, 1983년에는 전국인민정치협상회의 의장으로 선출, 1988년 4월 23일까지 의장직에 있었다. 덩은 평생 중국 여성의 해방과 특히 전족의 폐지를 위해 노력하였다.
1992년 베이징에서 향년 88세를 일기로 사망하였다.

## 학력
- 베이징 사범학교 전문학사
- 허베이 성 톈진 여자사범대학교 교육학과 학사

## 가족 관계
- 아버지: 덩팅충(鄧庭忠)
- 남편: 저우언라이(周恩來)

## 같이 보기
- 톈진 저우언라이 덩잉차오 기념관(天津周恩來鄧穎超紀念館)

| 전임 덩샤오핑 | 중국인민정치협상회의 의장 1983년 6월 19일 - 1988년 4월 23일 | 후임 리셴녠 |